# Lilly Reich
Lilly Reich (16 de Junho 1885–14 de  Dezembro de 1947) foi uma designer modernista alemã. Ela trabalhou com o arquitecto Ludwig Mies van der Rohe durante mais de dez anos.

## Biografia
Lilly Reich nasceu em Berlim em 1885. Em 1908 partiu para Viena para trabalhar na Wiener Werkstätte, uma comunidade de artistas, designers e arquitectos. Regressou a Berlin em 1911, onde passou a trabalhar como designer de mobiliário e moda. Nesta altura também trabalhou como decoradora de montras. Em 1912  juntou-se à Deutscher Werkbund e projectou um apartamento modelo para famílias proletárias na Berlin Gewerkschaftshaus, que foi muito elogiado pelo seu funcionalismo. Em 1920 tornou-se a primeira mulher eleita para o conselho de administração da Deutscher Werkbund. 
Em 1926 conheceu o arquitecto Mies van der Rohe, enquanto trabalhava para a Messeamt de Frankfurt, onde organizava e projectava feiras profissionais. Trabalharam juntos durante vários anos. Reich e van der Rohe projectaram em conjunto o café Samt & Seide, que representava a Verein deutscher Seidenwebereien (Sociedade Alemã de Tecelagem em Seda) na feira profissional Die Mode der Dame. O espaço Samt & Seide era definido por vários painéis de seda e veludo suspensos a diferentes alturas.
Em 1929, Reich tornou-se directora artística da participação Alemã na Exposição Mundial de Barcelona, para onde Mies van der Rohe projectou o legendário Pavilhão alemão na Feira Universal de Barcelona. Reich colaborou com Mies van der Rohe no desenho da Cadeira Barcelona para o mesmo pavilhão.  Em 1932, Reich foi convidada por Mies van der Rohe para dar aulas na Bauhaus e dirigir as oficinas de arquitectura de interiores, no entanto a escola foi encerrada em 1933.
Em 1939 viaja até aos Estados Unidos da América, com a intenção de se juntar a Mies van der Rohe, no entanto ele convence-a a regressar à Alemanha. Depois disso ensinou na Hochschule für bildende Künst (Escola de Belas Artes) depois da Segunda Guerra Mundial. Morreu em Berlim em 1947.